# Achille Petrocelli
Achille Petrocelli (Napoli, 18 agosto 1861 o 30 dicembre 1862 – 1929) è stato un pittore italiano.

## Biografia
Figlio di Vincenzo e fratello minore di Arturo, entrambi pittori. Iniziò a studiare con il padre e si specializzò nella pittura di genere, in particolare nella sua città natìa. Vinse un premio per un paesaggio in una mostra all'Istituto di Belle Arti di Napoli, dove fu mentore di Gabriele Smargiassi e Achille Carrillo. Tra le sue opere si ricorda: Dimmi di sì (grande tela con figure dipinte dal vero), Tutto per i figli (scena di genere napoletana, esposta alla Promotrice di Napoli), Riposo dei lavoratori e Le odalische (grande tela con figure dipinte dal vero). Dipinse anche molti ritratti, tra cui il marchese Rafa.